# Hedwiga Rosenbaumová
Hedwiga Rosenbaumová (Praga, 3 luglio 1864 – 31 luglio 1939) è stata una tennista boema, vincitrice di due medaglie di bronzo alle Olimpiadi di Parigi 1900.

## Palmarès
| Anno | Manifestazione | Sede   | Evento              | Risultato | Note |
| ---- | -------------- | ------ | ------------------- | --------- | ---- |
| 1900 | Olimpiadi      | Parigi | Singolare femminile | Bronzo    |      |
| 1900 | Olimpiadi      | Parigi | Doppio misto        | Bronzo    |      |